# Atherospermataceae
Atherospermataceae is een botanische naam, voor een plantenfamilie in de bedektzadigen. Een familie onder deze naam wordt zelden erkend door systemen voor plantentaxonomie, maar wel door het APG-systeem (1998) en het APG II-systeem (2003).
Het gaat dan om een kleine familie van één à anderhalf dozijn soorten in een half dozijn geslachten. Het zijn houtige planten, van struikjes tot bomen, die voorkomen in gematigde tot tropische gebieden van het zuidelijk halfrond.
De planten die dan deze familie vormen werden door de meeste systemen van plantentaxonomie ingedeeld bij de familie Monimiaceae (samen met de planten die nu de Siparunaceae vormen). Dit in contrast met de AP-Website: daar vormen juist de families Atherospermataceae, Gomortegaceae en Siparunaceae een samenhangende groep, die dan niet onmiddellijk verwant is aan de Monimiaceae.
APG II plaatst deze planten in de clade Magnoliiden, waarmee ze dus expliciet uitgesloten zijn van de 'nieuwe' Tweezaadlobbigen.

## Geslachten
- Atherosperma Labill.
- Daphnandra Benth.
- Doryphora Endl.
- Dryadodaphne S.Moore
- Laurelia Juss.
- Laureliopsis Schodde
- Nemuaron Baill.